# Vịnh Genova
Vịnh Genoa (tiếng Ý: Golfo di Genova) là phần cực bắc của Biển Ligure. Vịnh này có chiều rộng khoảng 125 km, bắt đầu từ thành phố Imperia ở phía tây tới thành phố La Spezia ở phía đông. Có 4 thành phố chính nằm trên bờ biển vùng vịnh này là Imperia, Savona, Genova, và La Spezia, trong đó thành phố Genova là lớn nhất và cũng là cảng biển quan trọng nhất.